# Trasa Zamkowa w Rzeszowie

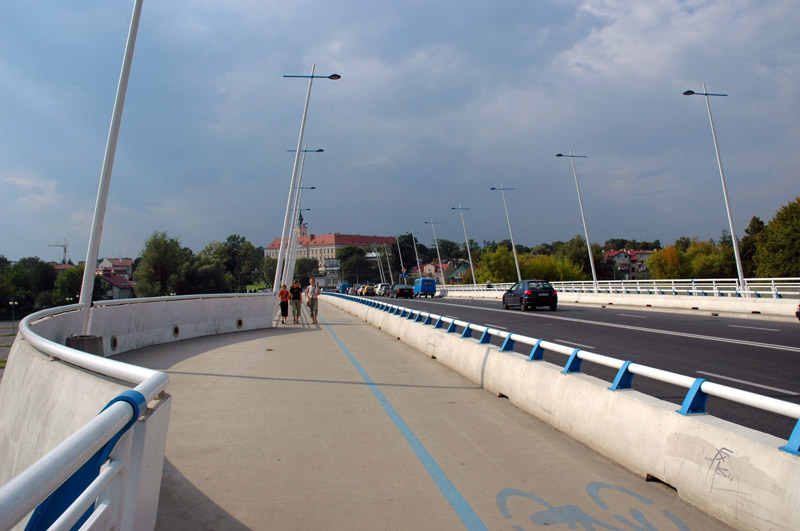
Most Zamkowy

Trasa Zamkowa – jedna z głównych arterii miasta Rzeszów. Rozciąga się od placu Śreniawitów, biegnie wzdłuż Wisłoka, następnie rozgałęzia się na wschód i prowadzi przez Most Zamkowy na drugi brzeg rzeki, zaś drugie rozgałęzienie biegnie do ulicy Szopena. Trasa Zamkowa łączy się z nią na wysokości Filharmonii. 
Inwestycja jest młoda, ponieważ do użytku oddano ją w 2002 r., chociaż plany budowy mostu średnicowego w tym miejscu sięgają 1938 roku. Nazwę zawdzięcza bliskości zamku w Rzeszowie. Głównym celem tego przedsięwzięcia było połączenie centrum miasta z osiedlami mieszkalnymi leżącymi po wschodniej stronie miasta. Inwestycja wygrała konkurs Stowarzyszenia Inżynierów i Techników Komunikacji w kategorii drogowo-mostowe budowy województwa podkarpackiego.